# Perilitus punctulatae
Perilitus punctulatae är en stekelart som först beskrevs av Loan och Wylie 1984.  Perilitus punctulatae ingår i släktet Perilitus och familjen bracksteklar. Inga underarter finns listade i Catalogue of Life.